# 小布德基
50°51′19″N 33°43′15″E / 50.85528°N 33.72083°E
小布德基（烏克蘭語：Малі Будки）是位於烏克蘭東北部的村莊，由蘇梅州羅姆內區的科羅溫齊市鎮
負責管轄。該村處於比什金河畔，分別距離拉科瓦西奇1.5公里、別謝季夫卡2.5公里和托馬希夫卡4公里，海拔高度132米，2001年人口273。